# Banksia sect. Eubanksia
Banksia sect. Eubanksia est une section obsolète du genre Banksia. Il était divisé en deux sous-genres, dont le sous-genre Banksia récemment abandonné.